# Smörgås
En smörgås eller vardagligt macka avser vanligen en brödskiva med smör och/eller pålägg. Förr avsåg smörgås en brödskiva eller ett brödstycke med påbrett smör, men med tiden har det blivit ett begrepp som omfattar olika typer av bröd som antingen bres med smör, margarin eller en matfettsblandning och/eller ett eller flera pålägg. Smörgåsar finns i många olika varianter och kan vara en del av en maträtt eller en hel maträtt i sig.
Smörgås är vanlig mat i norra Europa, men varianter finns i olika delar av världen.

## Användning och historik
Smörgås med pålägg är vanlig mat i norra Europa. En smörgås kan inom de nordiska matkulturerna ätas när som helst på dagen, till alla mål. Vanligt förekommande är smörgåsen till frukost. I Sverige och Finland är skollunchen lagstadgad, medan i många andra länder är det vanligt att elever tar med sig matsäck eller matlåda. I exempelvis Danmark och Norge brukar en sådan innehålla smörgåsar med pålägg. Till middag förekommer smörgåsen som regelbundet tillbehör till vissa maträtter, till exempel soppa. Smörgåsar med pålägg finns även att köpa via snabbmatsrestauranger, bensinstationer, kaféer och livsmedelsbutiker. Många restauranger har smör och bröd att erbjuda till maten.
Den nutida smörgåsen med pålägg är inte särskilt gammal i svensk matkultur. Smörgåsar blev vanligare under 1930-talet när kokböcker lanserade recept på olika smörgåsrätter. Då var smörgåsen främst en förrätt. I äldre tider ansågs det som syndigt slöseri med ”tvesovling”, det vill säga dubbelt pålägg på smörgåsen (varav smör räknades som ett pålägg).

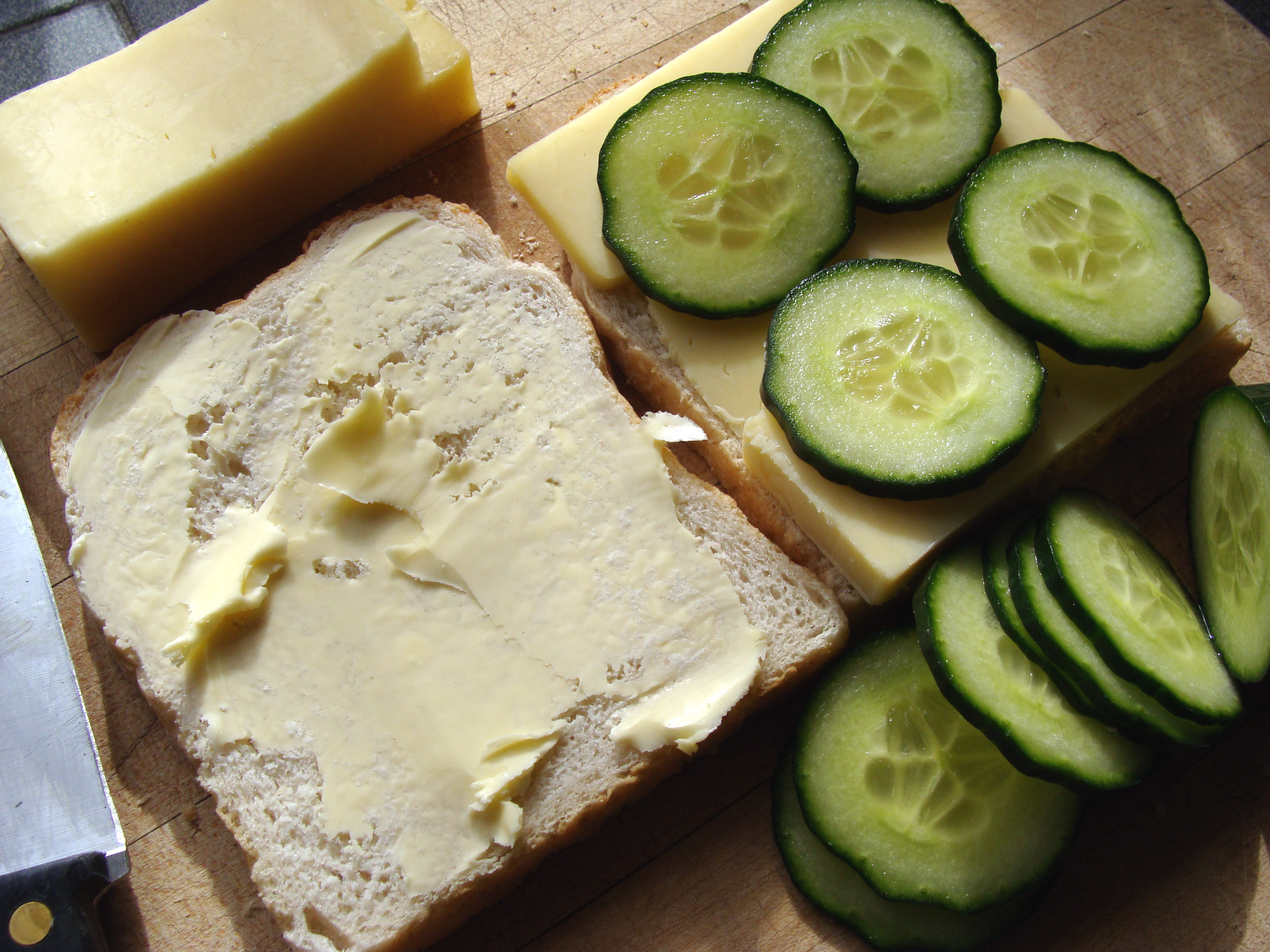
Två smörgåsar: en med bara smör och en med smör och pålägg, ost och gurka.

## Varianter

### Olika smörgåsar
En dubbelsmörgås, även kallad dubbelmacka eller sandwich, består av två sammanslagna brödskivor med pålägg emellan.
En mindre smörgås med mer exklusivt pålägg kallas normalt snitt.
En ovanligt stor smörgås på en skiva bröd och med flera slags pålägg brukar kallas landgång. Den är första gången känd från 1918.
En ovanligt stor smörgås med flera brödskivor på varandra har kallats Dagobertmacka efter seriefiguren Dagobert Krikelin i "Blondie" som både äter och tillagar smörgåstypen. Smörgåsen fick sitt namn på 1970-talet.
Knäckebrödssmörgås, i folkmun ofta knäckemacka, syftar på en smörgås baserad på knäckebröd istället för mjukt bröd. Knäckebröd har lång historia i Sverige men är inte alls lika vanligt i många andra länder.
Smörgåsar äts ofta med händerna. Detta gäller särskilt sandwich-varianten, som utvecklades för att man skulle undvika kladdiga fingrar. Det finns en gammal etikettregel om att man särskilt vid middagsbjudningar, där smörgåsar serveras som förrätt, bör äta smörgåsarna med kniv och gaffel. Smörgåsar med stora mängder pålägg eller många lager bröd är ofta besvärliga att äta för hand, och dessa konsumeras därför ofta med kniv och gaffel. Sådana smörgåsvarianter inkluderar smörrebrödet, landgången, den månglagrade smörgåstårtan och ibland räksmörgåsen.

### Olika pålägg
Vanliga pålägg i Norden är ost, skinka, smörgåskaviar, leverpastej, grönsaker, marmelad, messmör, korv eller skivat kokt ägg. Ofta brer man då först ett lager smör eller margarin direkt på brödet. I Norden konsumeras en stor mängd hårdost. Osthyveln, som uppfanns i Norge 1925, har underlättat konsumtionen av ost som smörgåspålägg i Norden.
I många andra länder är det vanligt med sylt, mjukostar och andra bredbara pålägg. I den katalanskspråkiga världen äts ofta pa amb tomàquet ('bröd med tomat'), en saltad brödskiva med inpressad tomat.

### Smörgåsbord
Smörgåsbordet kan vara en inledning till en måltid, eller en hel måltid och är sedan 1960-talet i allmänhet är ett samlingsnamn för en buffémåltid där det ingår sill och snaps som inledning. Det har sin föregångare i brännvinsbordet, som under 1800-talet växte i omfång och blev typiskt för den oskarianska epokens överdåd vad gäller mat och dryck.
Som ensam rätt och en måltid i sig består smörgåsbordet av varma och kalla rätter som dukas upp och matgästerna går själva runt och förser sig med de rätter de önskar. Bröd och smör finns alltid med liksom olika sillinläggningar. En enklare variant är S.O.S., som normalt tas som förrätt.

## Smörgåsrelaterade ord
Smörgåsens popularitet har lett till en mängd relaterade ord. Förutom ovanstående finns smörkniv (särskild kniv att breda smör/margarin på smörgåsar med ; i skrift sedan 1833), smörgåsnisse (servitörslärling som förr kompletterade restaurangens smörgåsbord), smörgåsmat (ofta bestående av kallskuret, dvs. uppskuren mat att lägga på smörgås; i skrift sedan 1891), smörgåsgaffel (mindre gaffel att äta smörgåsar med; i skrift sedan 1900), smörgåskniv (mindre kniv att äta smörgåsar med; i skrift sedan 1904), smörhund (lågt avlastningsställ för smörkniv; sedan tidigt 1900-tal) och smörgåskrasse.
Att kasta smörgås innebär att kasta en flat sten med rotation snett mot en vattenyta. Målet är då att stenen ska studsa på ytan flera gånger innan den sjunker.

## Etymologi
Ordet smörgås är av omdiskuterat ursprung. Det kan spåras tillbaka till då man i stugorna kärnade sitt eget smör. Vid kärnandet steg små smörklumpar upp till mjölkytan och drev omkring likt gäss. En sådan smörklump passade utmärkt att lägga på en skiva bröd. Denna betydelse av ordet finns belagd i svenskan sedan 1538. Trots det språkliga ursprunget, har ordet smörgås fått en annan pluraländelse då det blir smörgåsar i flertal.
Ordet macka har osäkert ursprung och blev vanligt som slang för smörgås under 1930-talet, i samband med att smörgåsar ökade i popularitet. Det kommer eventuellt från tyskans machen ('göra'), via det i vissa svenska dialekter förekommande slangordet macka i betydelsen arbeta eller förfärdiga.
På nederländska kallas smörgås boterham, vilket direktöversätts till "smörskinka". Ursprunget till "ham" i ordet är även det osäkert.

## Närliggande fenomen
En hamburgare är i princip en dubbelsmörgås med varmt pålägg, och kallas också sandwich i till exempel USA. Den brukar ändå inte kallas smörgås eller sandwich på svenska. På liknande sätt är en pizza i princip en smörgås som bakats tillsammans med sitt pålägg. Inte heller den brukar räknas som en smörgås, medan en smörgås med ost och eventuellt fler pålägg, griljerad i ugn, kallas varm smörgås eller varm macka. Taco och kebabrulle är andra brödrätter med pålägg, som inte brukar räknas som smörgåsar. Även söta bakverk som bakelse, wienerbröd och semla särskilj från smörgås. 

## Bilder på olika smörgåsar

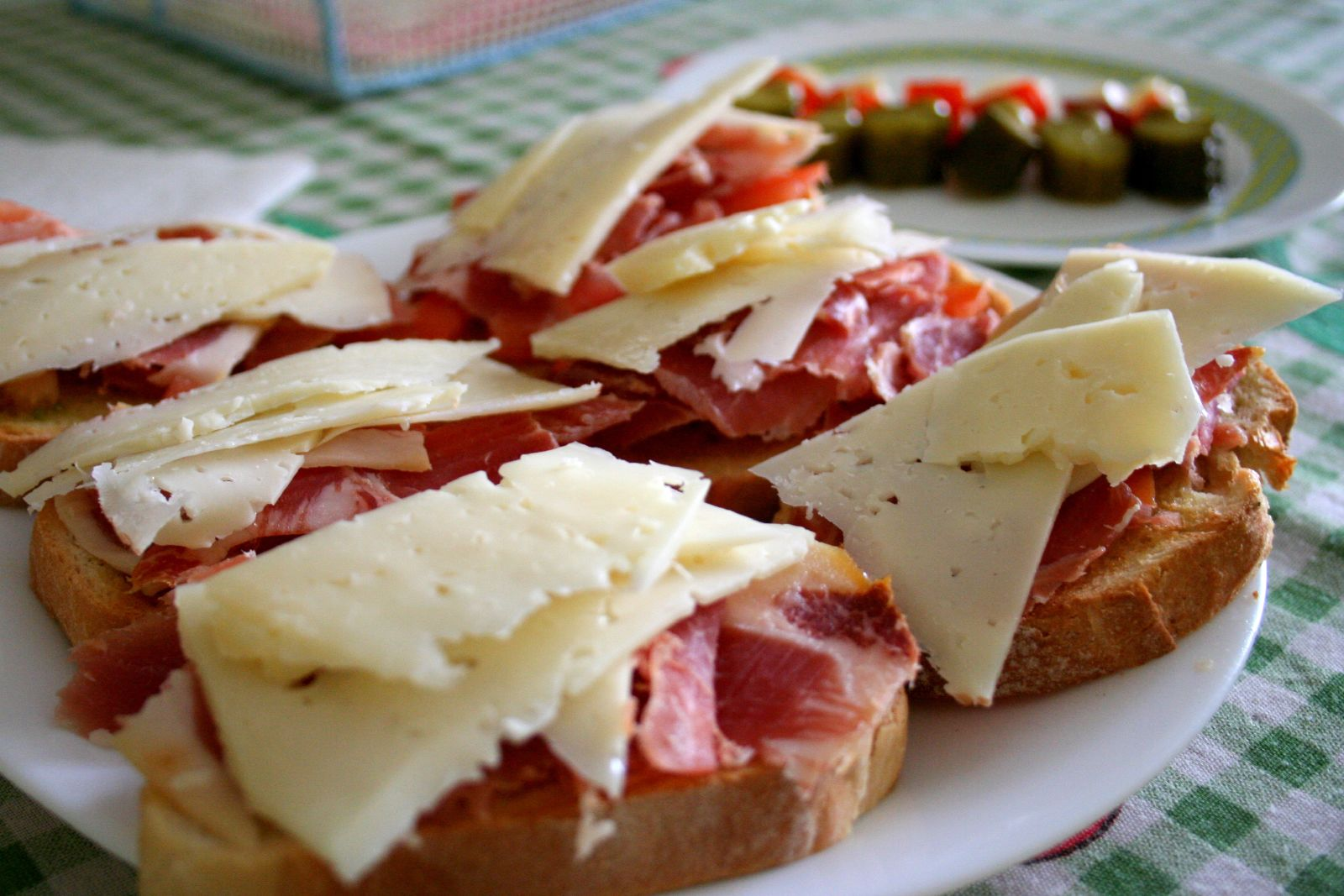
Smörgås med ost och skinka i tapas-variant.
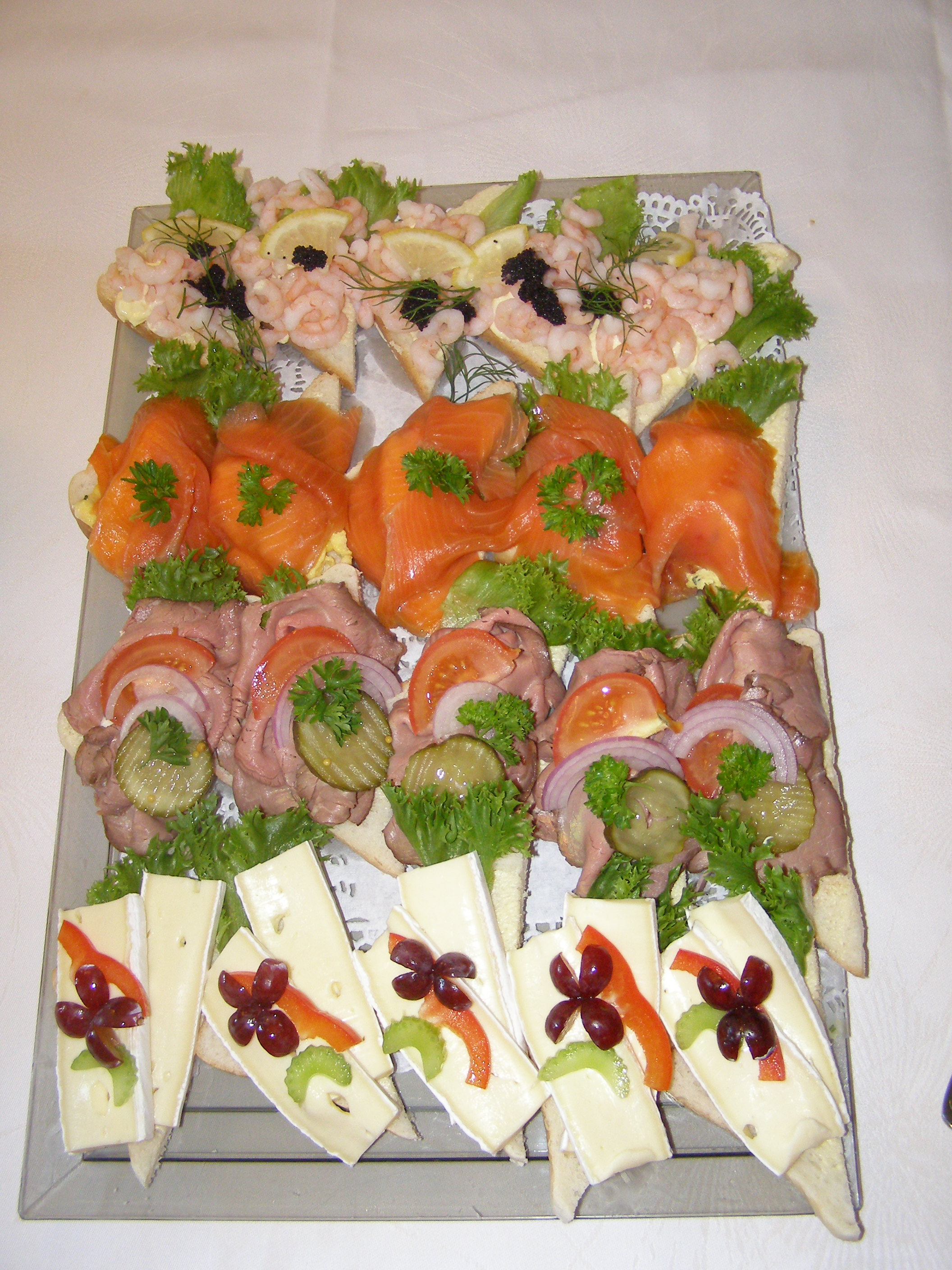
Norskt smørbrød.
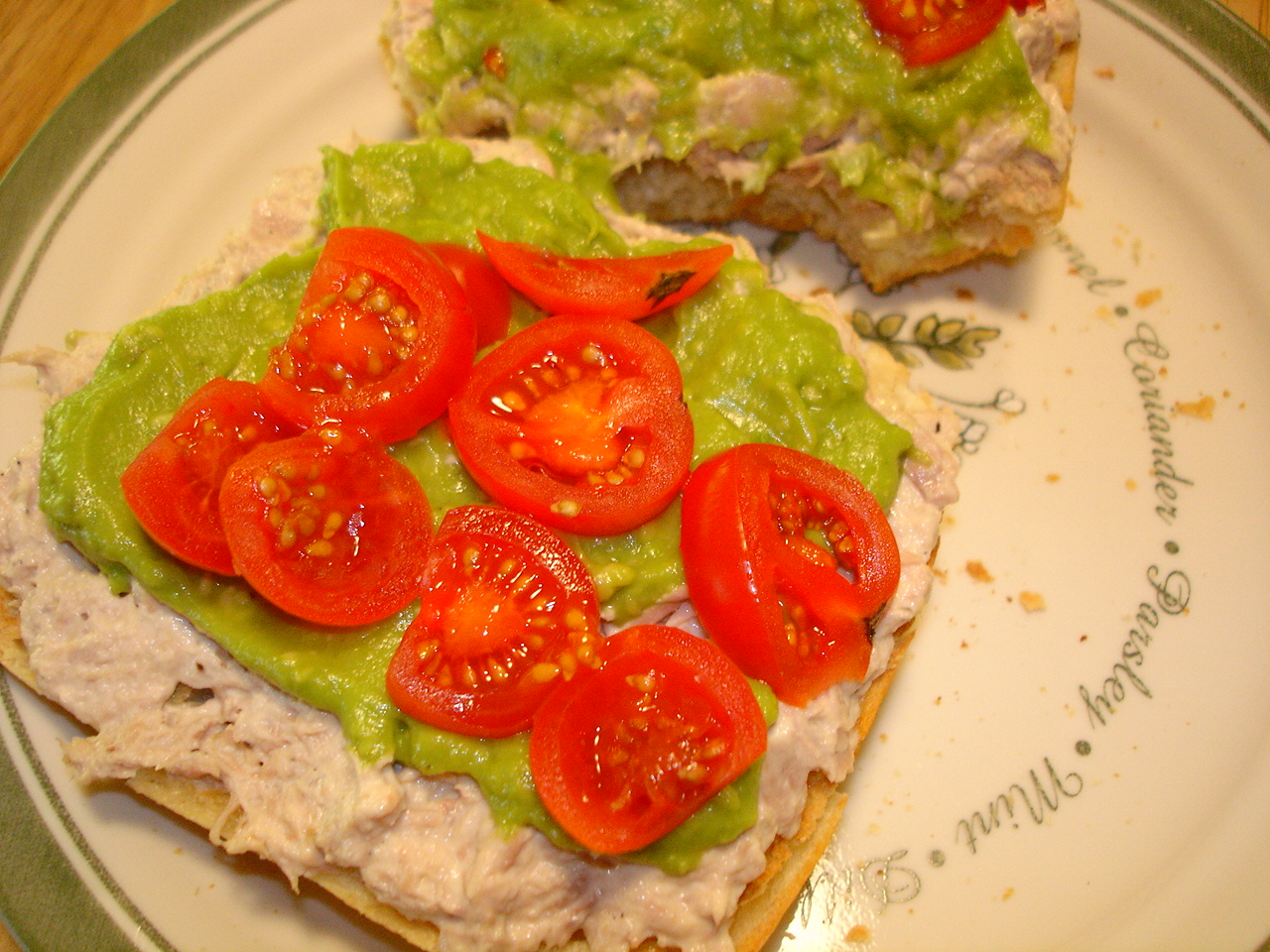
Tonfisksmörgås med guacamole och körsbärstomater.
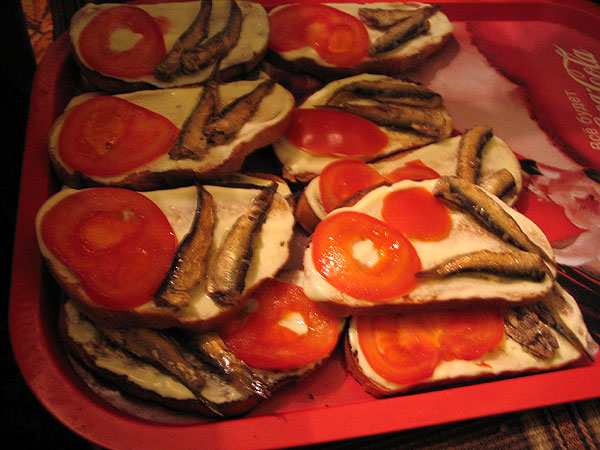
Ryskt buterbrod med tomat och rökt fisk.
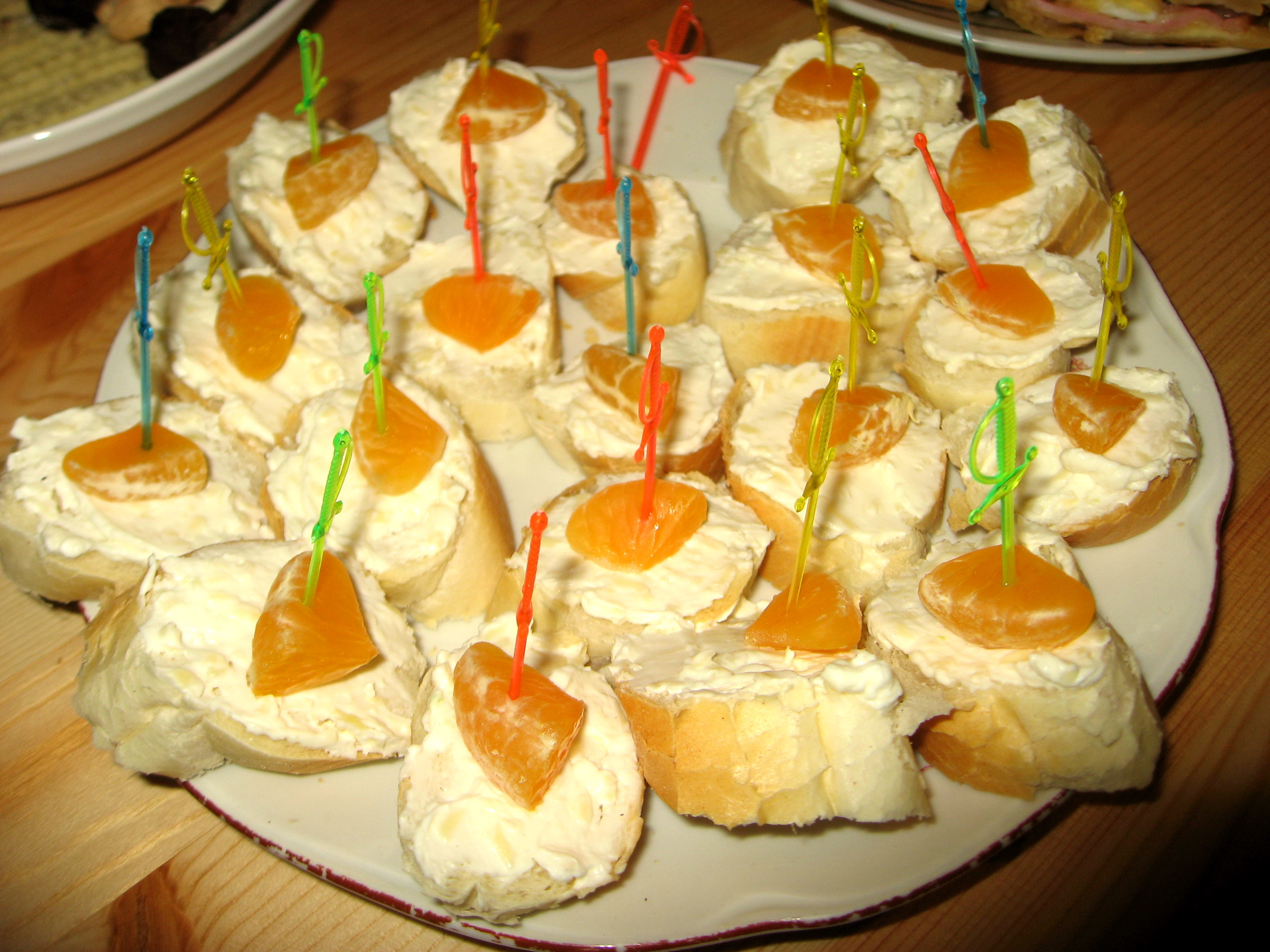
Tjeckisk jednohubky.
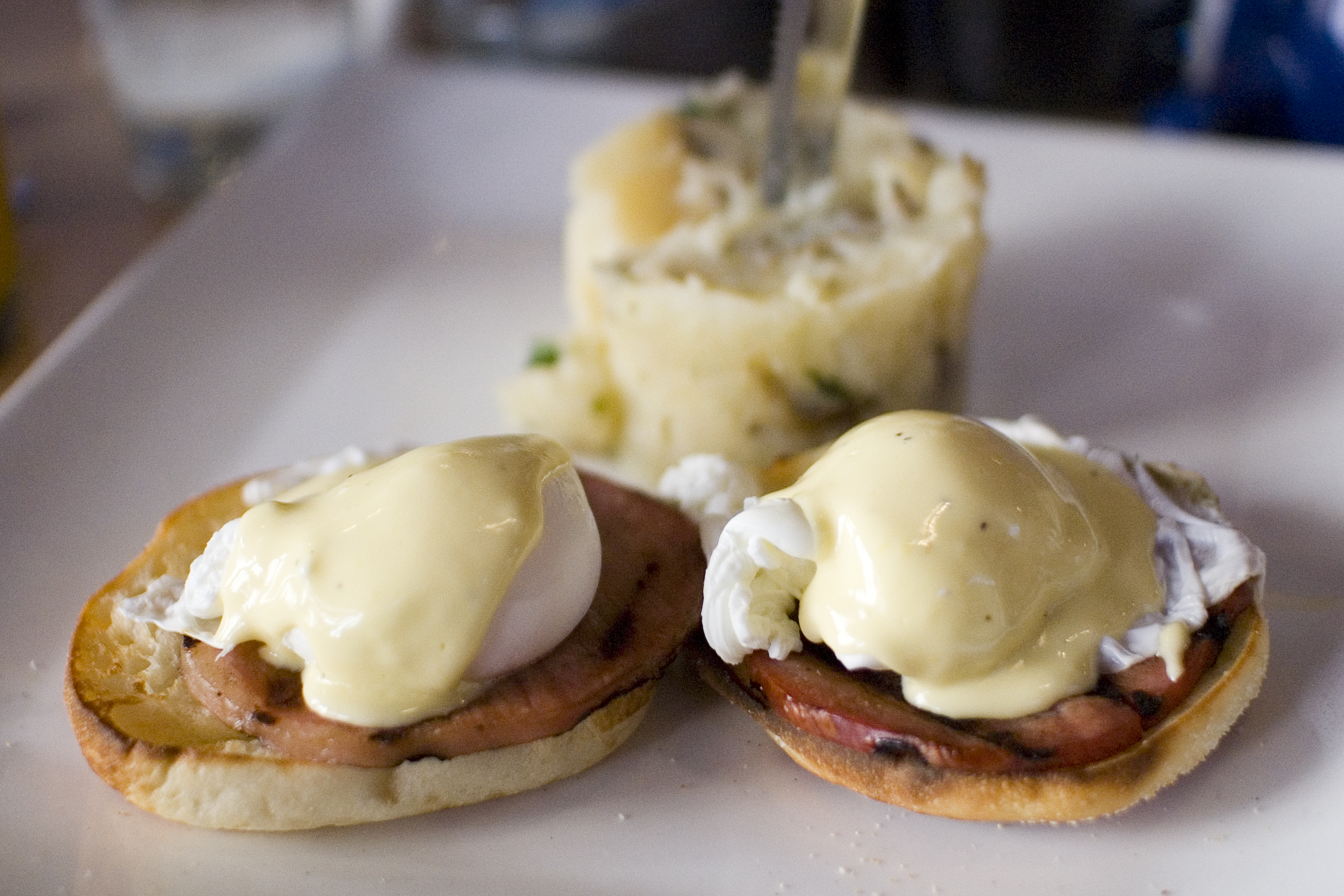
Ägg Benedict, en smörgås med English muffin och kött, ägg och hollandaisesås.
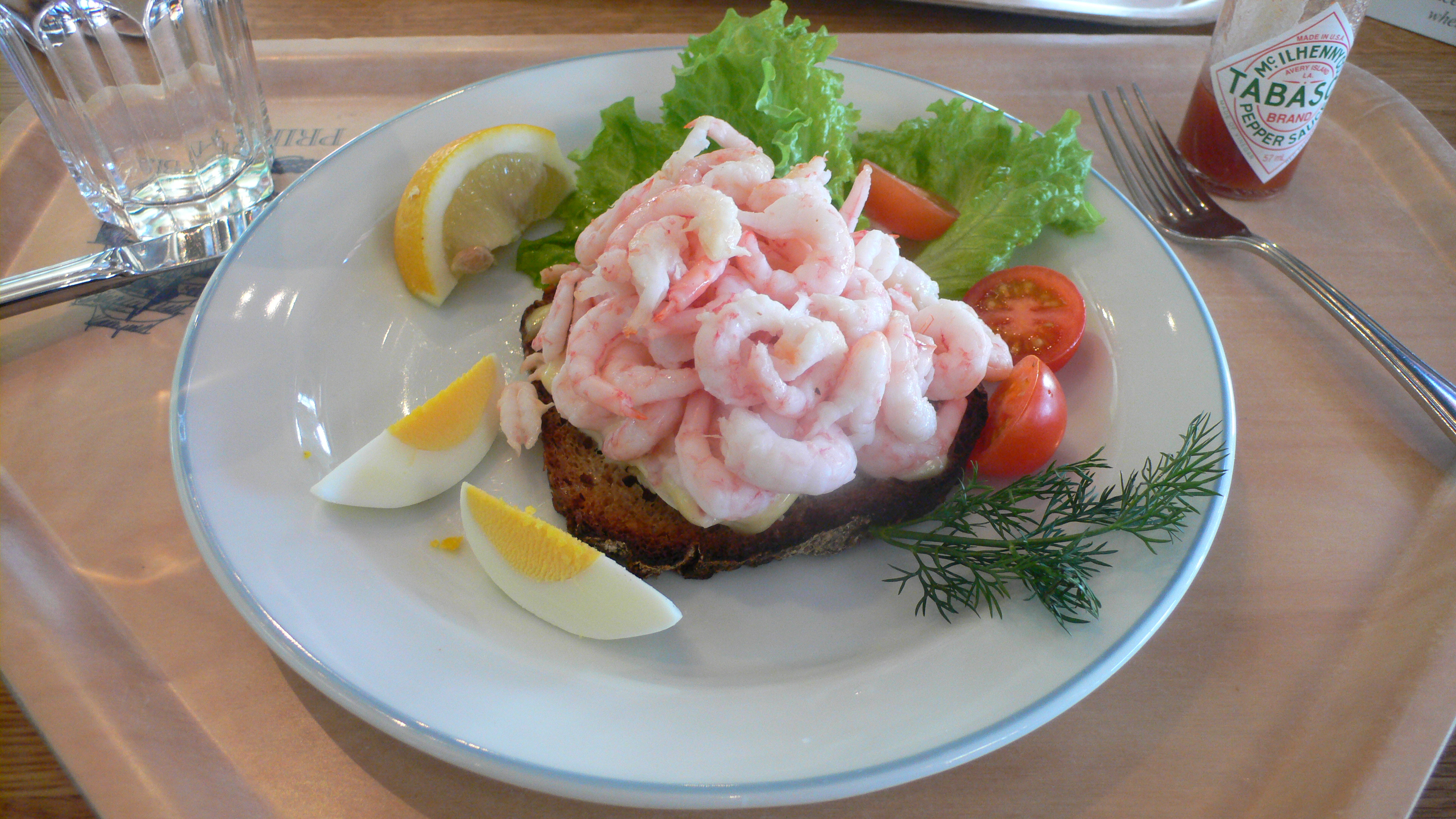
Skandinavisk räksmörgås.
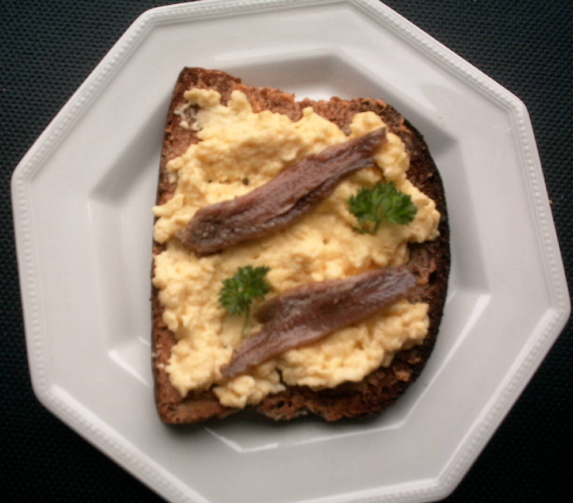
En skotsk “woodcock” med äggröra, ansjovis och persilja.
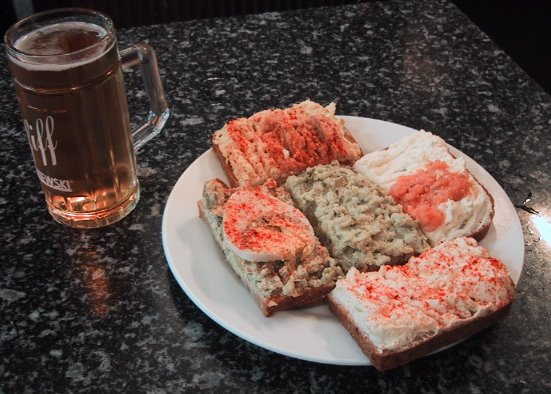
Smörgås I Wien med en lämpligt kyld öl.
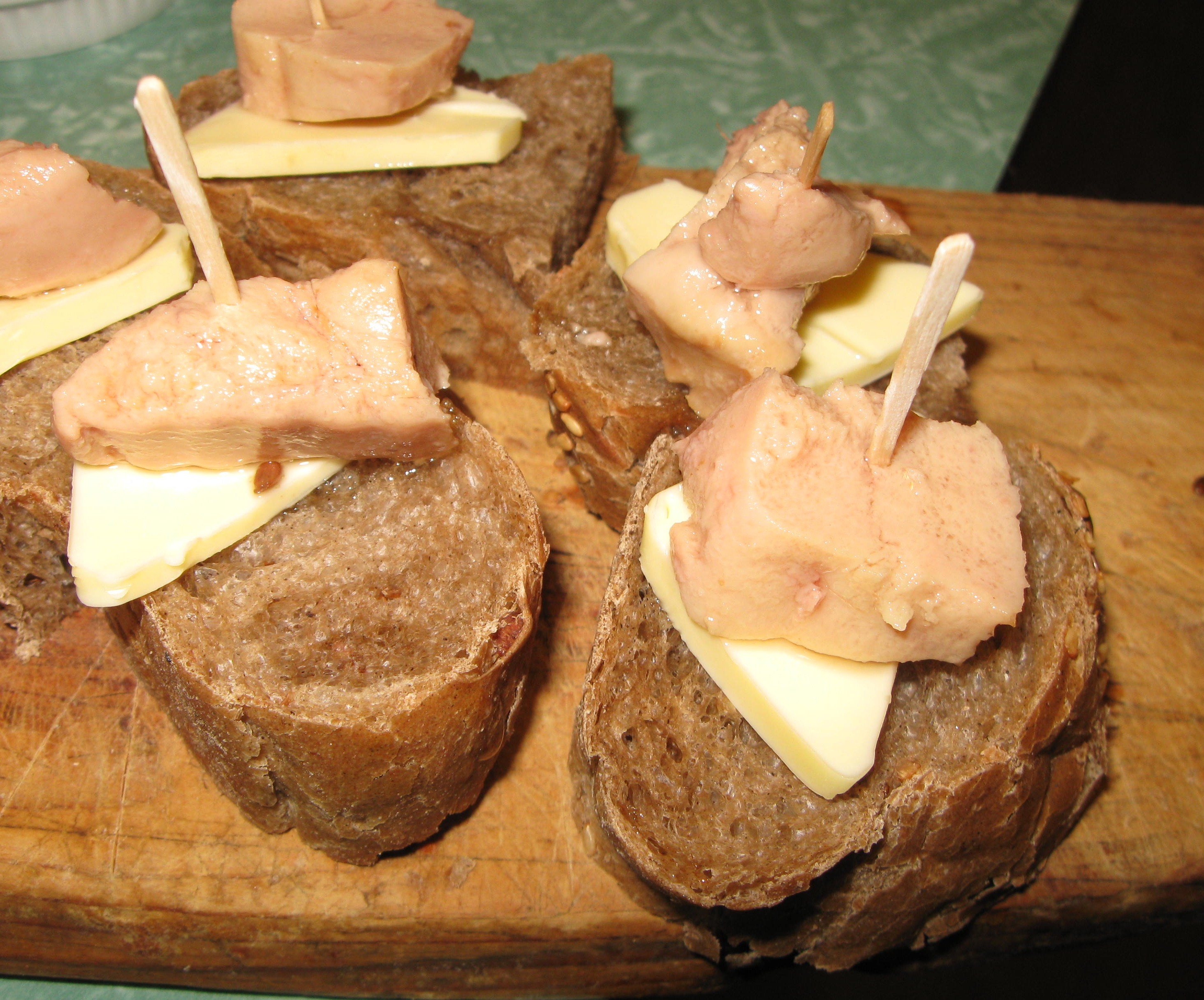
Smörgås med torsklever.
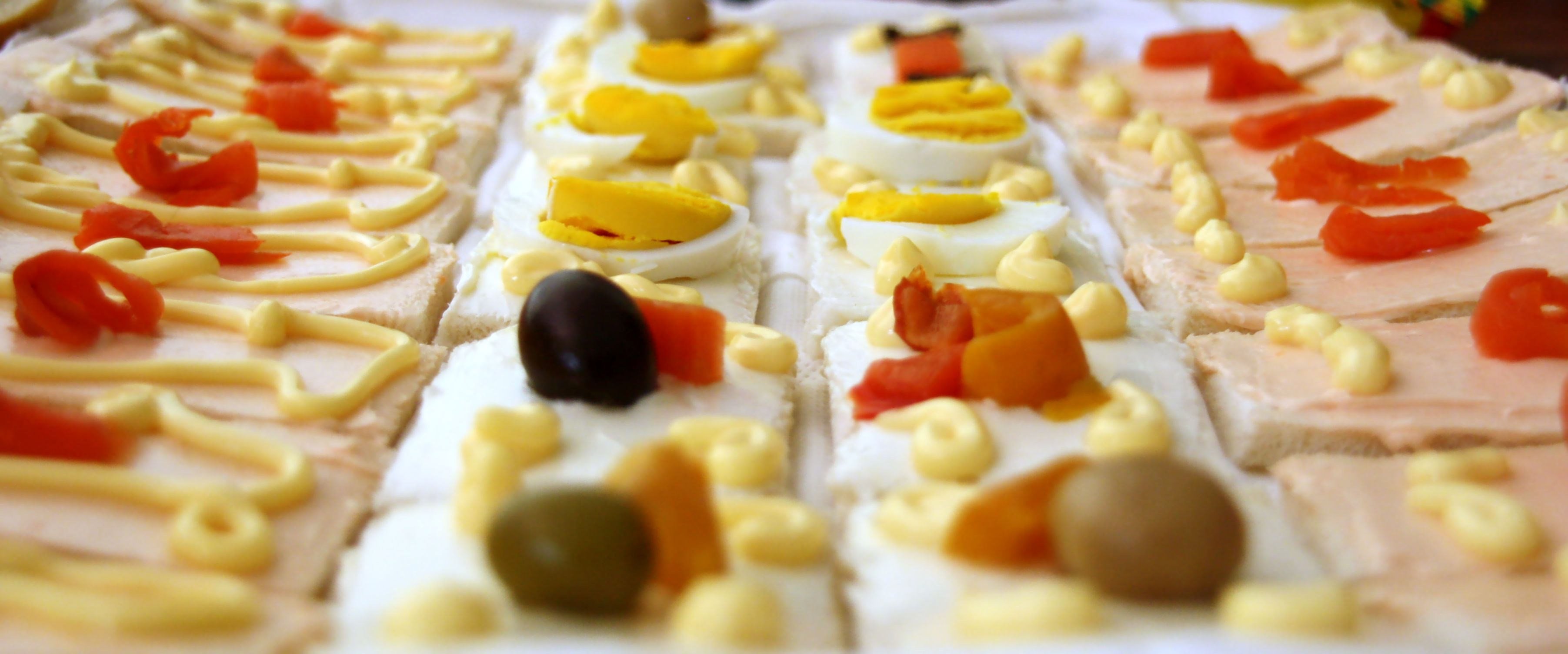
Parata di gola.
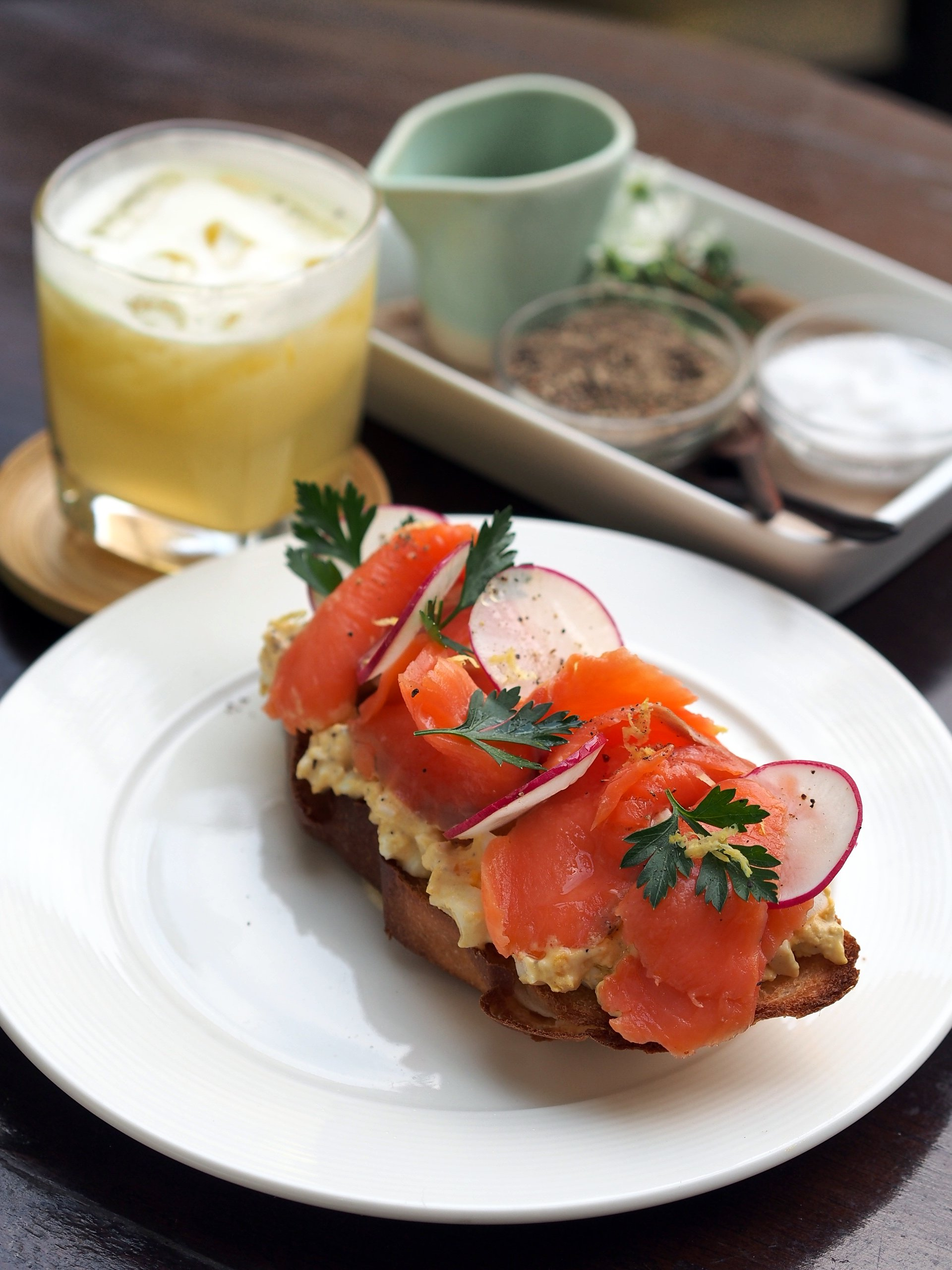
Äggsallad och rökt lax på en baguette-halva.